# Optična iluzija
Optična iluzija ali optična prevara je slika, ki jo možgani tolmačijo drugače kot dejansko izgleda. Razlika med resničnostjo in vtisom opazovalca nastane zaradi načina, kako možgani interpretirajo podatke, ki jih dobivajo od čutila za vid. Zato so optične iluzije v nevrobiologiji uporabna metoda za preučevanja delovanja možganov.

## Galerija
- Pike
- Obraz - vaza
- Zajec - raca
- Staro - mlado
- Kanizsa trikotnik
- Gradient